# گامبی وزیر
گامبی وزیر (انگلیسی: Queen's Gambit) یکی از گشایشهای شطرنج است که با حرکتهای زیر آغاز می‌شود:
1. d5 d4
2. c4

گامبی وزیر از قدیمی‌ترین گشایش‌ها در تاریخ شطرنج به‌شمار می‌رود و امروزه نیز در بین استادان بزرگ شطرنج رایج است. به مهره وزیر در بازیهای بین‌المللی queen می‌گویند. گامبی به گشایش‌هایی گفته می‌شود که در آن یکی از بازیکنان، معمولاً سفید، یکی از مهره‌های خود، معمولاً پیاده، را در خطر نابودی قرار می‌دهد تا در مقابل موقعیت بهتری به دست آورد. در این گشایش بازی به نظر می‌رسد که سفید پیادهٔ c خود را قربانی می‌کند. به‌طور کلی گامبی وزیر به دو شکل است: گامبی وزیر پذیرفته شده و گامبی وزیر پذیرفته نشده. گامبی وزیر پذیرفته شده در سطوح بالا برخلاف سطوح پایین محبوبیت کمتری نسبت به گامبی وزیر پذیرفته نشده دارد.
در سال ۱۹۸۳ رمان گامبی وزیر توسط والتر تویس منتشر شد. در سال ۲۰۲۰ نیز مینی سریالی هفت قسمتی به نام گامبی وزیر (مینی سریال) توسط نتفلیکس با اقتباس از این کتاب ساخته شد.

## تاریخچه
گامبی وزیر یکی از قدیمی‌ترین گشایش‌های شناخته‌شده در شطرنج است. این گشایش در نسخه خطی گوتینگن در سال ۱۴۹۰ میلادی ذکر شده و بعداً توسط جواکینو گرکو در قرن هفدهم مورد تحلیل قرار گرفت. در قرن هجدهم، فیلیپ استاما از حلب این گشایش را توصیه کرد و به افتخار او گاهی به نام «گامبی حلب» نیز شناخته می‌شود.
در اوایل دوران شطرنج مدرن، گشایش‌هایی که با پیاده وزیر آغاز می‌شدند، رایج نبودند و گامبی وزیر تا سال ۱۸۷۳ و در مسابقات وین به گشایشی معمول تبدیل نشد. با توسعه نظریه شطرنج توسط ویلهلم اشتاینیتس و زیگبرت تاراش و افزایش درک بازی موقعیتی، گامبی وزیر محبوبیت بیشتری یافت و به اوج خود در دهه‌های ۱۹۲۰ و ۱۹۳۰ رسید. در مسابقه قهرمانی جهان ۱۹۲۷ بین خوزه رائول کاپابلانکا و الکساندر آلخین، این گشایش در ۳۲ بازی از ۳۴ بازی مورد استفاده قرار گرفت.
پس از ازسرگیری فعالیت‌های بین‌المللی شطرنج پس از جنگ جهانی دوم، این گشایش کمتر دیده شد، زیرا بسیاری از بازیکنان از گشایش‌های متقارن فاصله گرفته و از دفاع هندی برای مقابله با گشایش‌های پیاده وزیر استفاده می‌کردند؛ با این حال، گامبی وزیر همچنان به‌طور مکرر بازی می‌شود.